# Collenia
 Collenia  ist eine Gattung fossiler Cyanobakterien, die Stromatolithen bildete.

## Beschreibung
Collenia (insbesondere Collenia symmetrica Fenton & Fenton) entwickelte säulenartige Kolonien von 20 Zentimeter Breite und bis zu 40 Zentimeter Höhe, die einer abgeflachten Halbkugel glichen, welche an ihrem Rand brüsk abtaucht. Die daran beteiligten Mikroorganismen waren höchstwahrscheinlich Sauerstoff produzierende Photosynthese-Bakterien, die im Zentrum der Stromatolithenstruktur konvexe, glatte bis leicht gewellte Lagen aufbauten.

## Arten
Folgende Arten sind wissenschaftlich beschrieben:
- Collenia albertensis
- Collenia baikali(c)a[3] (auch Baikalia baicalica) – Gangolihat-Dolomit (Mittleres Riphäum), Nagod-Kalk (Semri-Gruppe, Vindhya-Supergruppe), Sirbu-Schieferton – um 650 Millionen Jahre BP (Bhander-Gruppe, Vindhya-Supergruppe)
- Collenia clappii – Bargawan-Kalk (Semri-Gruppe),  Kheinjua-Formation – 1110 ± 60 Millionen Jahre BP (Mittleres Riphäum), Rohtas-Kalk (Semri-Gruppe)
- Collenia columnaris (auch Colonella columnaris)[4]  – Bargawan-Kalk, Gangolihat-Dolomit, Sirbu-Schieferton
- Collenia cylindrica
- Collenia frequens – Bhagwanpura-Kalk (Semri-Gruppe)[5]
- Collenia kussiensis – (auch Kussiella kussiensis) – Arangi-Formation (Semri-Gruppe), Gangolihat-Dolomit, Kajrahat-Kalk – 1721 ±90 Millionen Jahre BP,[6] Tirohan-Kalk (Semri-Gruppe)
- Collenia multiflabella
- Collenia parva
- Collenia symmetrica – Gangolihat-Dolomit, Kajrahat-Kalk,[6] Nagod-Kalk, Tirohan-Kalk
- Collenia undosa – Biwabik Iron Formation

## Verbreitung

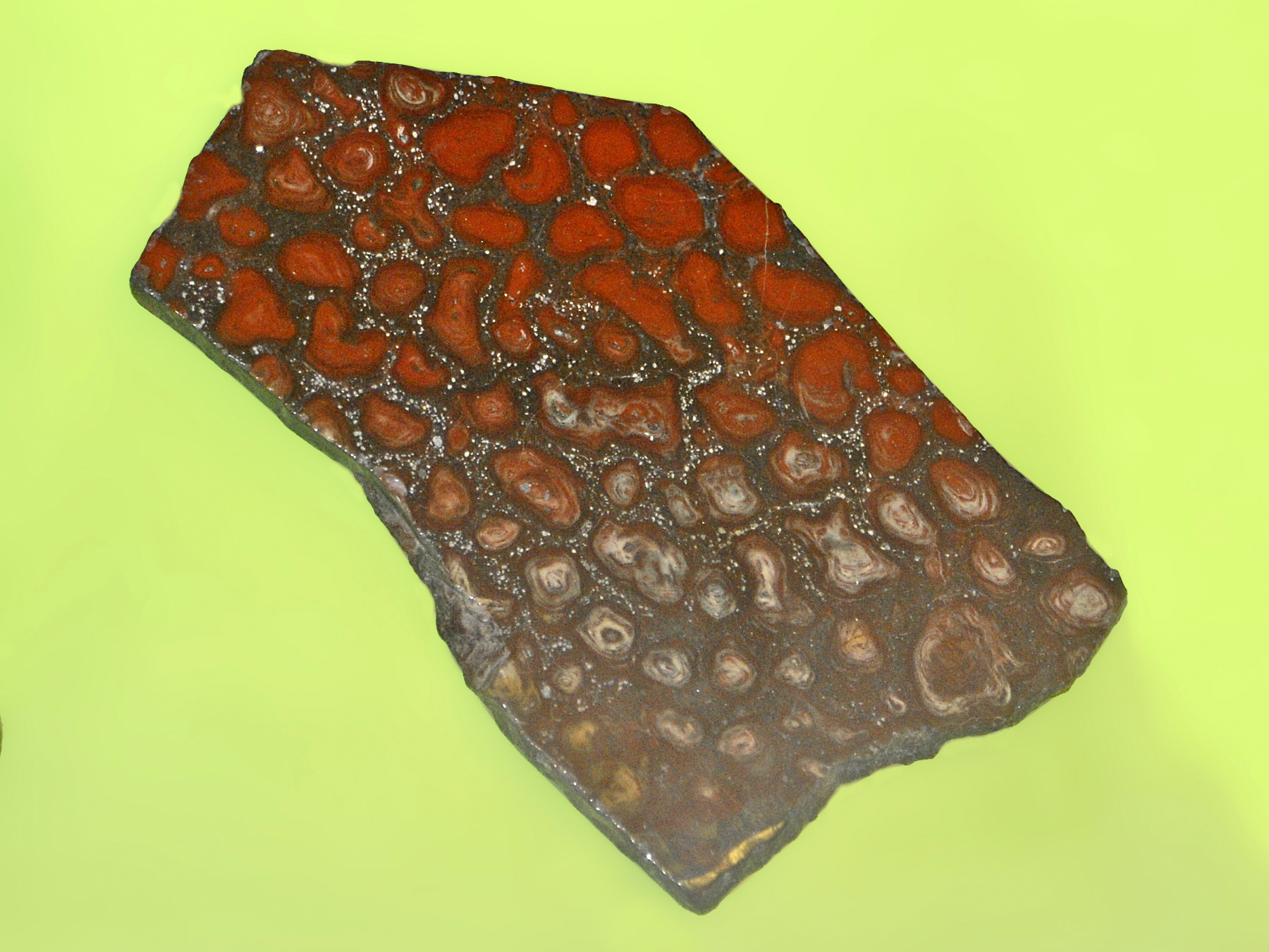
Collenia undosa aus dem Präkambrium der USA

Die Cyanobakteriengattung Collenia war im Proterozoikum weit verbreitet, insbesondere im Zeitraum 2,4 bis 2,2 Milliarden Jahre BP (Siderium und Rhyacium bzw. Oxygenium und Jatulium). Gegen Ende des Präkambriums ging ihre Verbreitung stark zurück.

## Ökologie
Bereits Cloud (1942) und andere hatten darauf hingewiesen, dass die auf Algen beruhenden Stromatolithen sowohl im frischen als auch im salinären Flachwasser gedeihen. Logan, Rezak und Ginsburg sind der Ansicht, dass die Collenia-artigen LLH-Stromatolithen (Englisch lateral linkage of hemispheroids – seitliche Verknüpfung von Halbkugeln) bezeichnenderweise aus zusammenhängenden Matten und von Algen zusammengehaltenen Sedimentlagen hervorgehen.  Ihr Ökotop ist hierbei ein marines, intertidales Environment mit geringem Seegang, das an tief ins Hinterland eingreifenden Buchten gelegen ist und zusätzlich von Barren beschützt werden kann. 
Generell sind Algen-Stromatolithen keine guten Leitfossilien, aber sehr gute ökologische Anzeiger des Ablagerungsmilieus (Faziesanzeiger).